# 1660
- Wikisource

| Calendário gregoriano                                                        | 1660 MDCLX                           |
| Ab urbe condita                                                              | 2413                                 |
| Calendário arménio                                                           | 1109 – 1110                          |
| Calendário bahá'í                                                            | -184 – -183                          |
| Calendário budista                                                           | 2204                                 |
| Calendário chinês                                                            | 4356 – 4357 Início a 11 de fevereiro |
| Calendário copta                                                             | 1376 – 1377                          |
| Calendário etíope                                                            | 1652 – 1653                          |
| Calendários hindus - Vikram Samvat - Calendário nacional indiano - Cáli Iuga | 1715 – 1716 1581 – 1582 4760 – 4761  |
| Calendário Holoceno                                                          | 11660                                |
| Calendário islâmico                                                          | 1070 – 1071                          |
| Calendário judaico                                                           | 5420 – 5421                          |
| Calendário persa                                                             | 1038 – 1039                          |
| Calendário rúnico                                                            | 1910                                 |
| Calendário solar tailandês                                                   | 2203                                 |

1660 (MDCLX, na numeração romana)  foi um ano bissexto do século XVII do actual Calendário Gregoriano, da Era de Cristo, e as suas letras dominicais foram D e C (53 semanas), teve  início a uma quinta-feira e terminou a uma sexta-feira.
| Ano completo                           |
| -------------------------------------- |
| Ano bissexto com início à quinta-feira |

## Eventos
- 28 de novembro – É fundada a Royal Society de Londres.
- Restauração da Monarquia na Inglaterra e na Escócia.
- Os ingleses elegeram outro Parlamento, que, em 1660, decidiu o restabelecimento da dinastia Stuart e coroou Carlos II, filho do rei executado onze anos antes.
- outubro, Para pagar as obras a efectuar na Igreja de São Jorge das Velas a Câmara Municipal de Velas lança uma finta anual a começar no ano seguinte. As obras iniciam-se em 1664.[1][2][3]

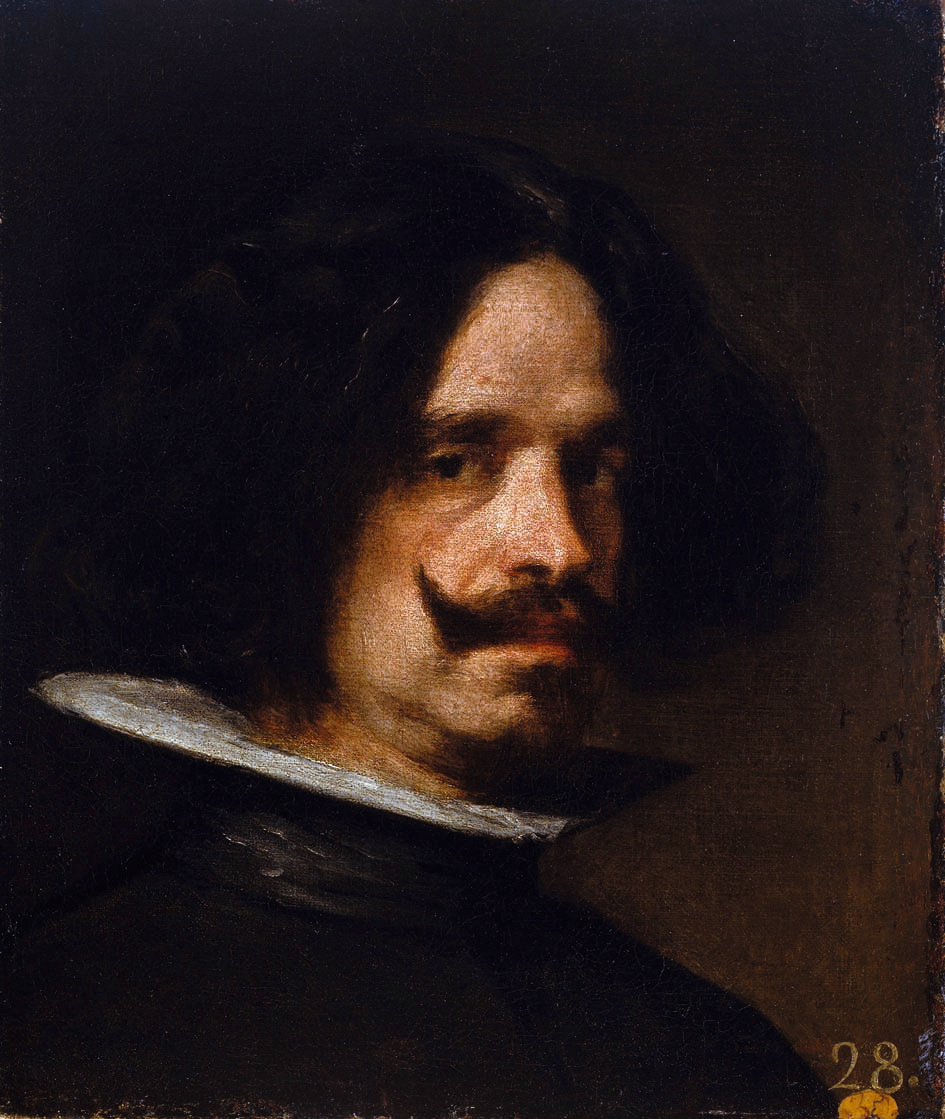
Autorretrato de Diego Velázquez (1599-1660). Coleccão da Real Academia de Belas Artes de San Carlos, Museo de Bellas Artes de Valencia, Espanha.

## Nascimentos
- 03 de abril - Daniel Defoe, escritor e jornalista britânico (m. 1731).
- 02 de maio - Alessandro Scarlatti, compositor italiano (m. 1725).
- 28 de maio - Jorge I, rei da Grã-Bretanha (m. 1727).
- 03 de junho - Johannes Schenk, foi músico e compositor holandês. (m. 1712).

## Mortes
- 15 de março - Luísa de Marillac, educadora, religiosa, santa católica (n. 1591).
- 6 de agosto - Diego Velázquez, pintor espanhol.
- 27 de setembro - São Vicente de Paulo, santo francês (n. 1581).
- D. Álvaro de Abranches da Câmara, militar português e um dos Quarenta Conjurados.
- D. Luís de Almada, militar português e um dos Quarenta Conjurados.

## Por tema
- 1660 na literatura
- 1660 na música